# Timbiriche VII
Timbiriche VII es el séptimo álbum de estudio de la banda mexicana Timbiriche, lanzado el 3 de marzo de 1987 por Discos y Cintas Melody.
El disco marca el debut de los integrantes Thalía y Eduardo Capetillo y meses más tarde en diciembre de 1987 Edith Márquez, con más de 1 millón de copias vendidas, se convirtió en el disco más vendido del grupo. 
Entre las canciones exitosas en la radio están: "Si No Es Ahora", "Con Todos Menos Conmigo", "Rompecabezas", "Besos de Ceniza" y "Mirame (Cuestión de Tiempo)".

## Antecedentes y producción
Luego del lanzamiento del disco Timbiriche Rock Show, que le valió al grupo un disco de oro, la integrante del grupo Sasha anunció su salida para iniciar su carrera en solitario, el productor del grupo Luis de Llano invitó a la cantante Thalía, a quien conocía desde el tiempo del grupo Din Din y el musical Vaselina, en el que Thalía reemplazó a Sasha en algunas actuaciones, en sustitución de la cantante.
El grupo estaba entonces formado por: Eduardo Capetillo, Thalía, Diego Schoening, Erik Rubín, Paulina Rubio, Alix Bauer y Mariana Garza. Fernando Riba, Kiko Campos y Raúl Gonzáles Biestro fueron elegidos para producir el álbum.

## Sencillos
Un año antes del lanzamiento del álbum y aún con Sasha presente, el grupo lanzó la canción "No Seas Tan Cruel", que estaba incluida en el álbum pero el primer sencillo del álbum fue la canción "Mírame", que alcanzó el puesto del # 4 en las listas de éxitos de la revista Notitas Musicales que traía cada quince días las canciones más tocadas en todo México.
El segundo sencillo del álbum, la canción "Besos de Ceniza" apareció en las listas mexicanas mientras que el primer sencillo todavía estaba bien colocada en la lista, la canción alcanzó el puesto de # 1, convirtiéndose en el mayor éxito del álbum.
El tercer sencillo del álbum fue la canción "Con Todos Menos Conmigo", que alcanzó el puesto número 9 en las listas. La canción se hizo famosa en Brasil por la versión realizada por el grupo Dominó, que se llamó "Com Todos Menos Comigo".
El cuarto y último sencillo del álbum fue la canción "Si No Es Ahora", que alcanzó el puesto número 6 en México.
Al mismo tiempo que el grupo estaba promocionando el álbum, la integrante Thalía protagonizó la telenovela Quinceañera de Televisa, para la banda sonora, el grupo grabó la canción principal, la cual alcanzó el puesto #2 en las listas.

## Desempeño comercial
El 15 de mayo de 1987, la revista Notitas Musicales informó que el álbum vendió 800,000 copias en México, cuatro meses después el 16 de septiembre de 1987 la revista mexicana Eres publicó que el álbum superó el millón de copias vendidas convirtiéndose en uno de los álbumes más vendidos en México de todos los tiempos.

## Lista de canciones
- Fuente:[1]

### En formato LP
| Lado A |                                                                                         |                            |          |  |
| N.º    | Título                                                                                  | Escritor(es)               | Duración |  |
| 1.     | «Rompecabezas» (Eduardo y Paulina)                                                      | Fernando Riba, Kiko Campos | 2:55     |  |
| 2.     | «Besos de ceniza» (Mariana)                                                             | Fernando Riba, Kiko Campos | 2:58     |  |
| 3.     | «Con todos menos conmigo» ((Komm doch noch mal) (End of forever) Erik, Diego y Eduardo) | Roberto Guido Vitale       | 3:07     |  |
| 4.     | «Mírame (cuestión de tiempo)» (Alix)                                                    | Fernando Riba, Kiko Campos | 3:24     |  |
| 5.     | «No» (Diego (2a. voz: Alix))                                                            | Marco A. Flores            | 2:43     |  |
| 6.     | «Persecución en la ciudad» (Paulina)                                                    | Amparo Rubín               | 3:48     |  |

| Lado B |                                                                                   |                             |          |  |
| N.º    | Título                                                                            | Escritor(es)                | Duración |  |
| 1.     | «Si no es ahora» (Thalía y Diego)                                                 | Fernando Riba, Kiko Campos  | 3:56     |  |
| 2.     | «No seas tan cruel» (Eduardo)                                                     | Alejandro Zepeda            | 2:43     |  |
| 3.     | «Más que un amigo» (Thalía)                                                       | C. Lara y J. Monarrez       | 3:13     |  |
| 4.     | «Mágico amor» (Erik)                                                              | Fernando Riba, Kiko Campos  | 3:41     |  |
| 5.     | «Ya estaba escrito» ((Thought you were on my side) Alix, Diego, Mariana, Eduardo) | D.A.D.D.A.; Adapt.: F. Riba | 4:15     |  |

### En formato CD
| N.º | Título                                                                                  | Escritor(es)                | Duración |  |
| 1.  | «Rompecabezas» (Eduardo y Paulina)                                                      | Fernando Riba, Kiko Campos  | 2:46     |  |
| 2.  | «Besos de ceniza» (Mariana)                                                             | Fernando Riba, Kiko Campos  | 2:46     |  |
| 3.  | «Mágico Amor» (Erik)                                                                    | Fernando Riba, Kiko Campos  | 3:34     |  |
| 4.  | «Cuestión de tiempo» (Alix)                                                             | Fernando Riba, Kiko Campos  | 3:15     |  |
| 5.  | «No» (Diego (2a. voz: Alix))                                                            | Marco A. Flores             | 2:36     |  |
| 6.  | «No seas tan cruel» (Eduardo)                                                           | Alejandro Zepeda            | 2:37     |  |
| 7.  | «Si no es ahora» ((All I need is a miracle) Thalía y Diego)                             | Fernando Riba, Kiko Campos  | 3:45     |  |
| 8.  | «Persecución en la ciudad» (Paulina)                                                    | Amparo Rubín                | 3:37     |  |
| 9.  | «Ya está escrito» ((Thought you were on my side) Alix, Diego, Mariana, Eduardo)         | D.A.D.D.A.; Adapt.: F. Riba | 4:03     |  |
| 10. | «Más que un amigo» (Thalía)                                                             | C. Lara y J. Monarrez       | 3:30     |  |
| 11. | «Con todos menos conmigo» ((Komm doch noch mal) (End of forever) Erik, Diego y Eduardo) | Roberto Guido Vitale        | 2:58     |  |